# La Salvetat-sur-Agout
La Salvetat-sur-Agout é uma comuna francesa na região administrativa de Occitânia, no departamento de Hérault. Estende-se por uma área de 87,55 km². Em 2010 a comuna tinha 1 008 habitantes (densidade: 11,5 hab./km²).
Pertence à rede das As mais belas aldeias de França.